# Kessarin Ektawatkul
Kessarin Ektawatkul (taj. เกศริน เอกธวัชกุล), znana również jako Nui (taj. นุ้ย) – tajska aktorka filmowa i była mistrzyni Tajlandii w taekwondo. Ukończyła studia na Uniwersytecie Kasetsart w Bangkoku. Zagrała wiele ról w filmach akcji, m.in. wcieliła się w rolę Sirin w filmie Manopa Udomdeja „The Vanquisher”. Jest jedną z najseksowniejszych kobiet Tajlandii 2011 według FHM. Na swojej stronie na Facebooku aktorka podaje, że jest niezamężna.